# VM i ishockey 1979
VM i ishockey 1979 var det 46. VM i ishockey, arrangeret af IIHF. For de europæiske hold gjaldt det samtidig som det 57. europamesterskab. Mesterskabet blev afviklet i tre niveauer som A-, B- og C-VM:
A-VM i Moskva, Sovjetunionen i perioden 14. – 27. april 1979.
B-VM i Galaţi, Rumænien i perioden 16. – 24. marts 1979.
C-VM i Barcelona, Spanien i perioden 16. – 25. marts 1979.
Der var tilmeldt 26 hold til mesterskabet – det højeste antal indtil da. Sydkorea deltog for første gang i VM. De otte bedste hold spillede om A-VM, de ti næstbedste hold spillede om B-VM, mens de sidste otte hold spillede C-VM.
A-VM blev for 16. gang vundet af et suverænt sovjetisk mandskab, der på hjemmebane i Moskva fejede al modstand til side. Mestrenes suverænitet blev understreget af, at de to opgør mod sølvvinderne fra Tjekkoslovakiet blev vundet med henholdsvis 11-1 og 6-1, kampene mod bronzevinderne Sverige blev vundet 9-3 og 11-3, mens Canada blev besejret med 5-2 og 9-2.
EM-titlen som bedste europæiske hold gik naturligvis også til Sovjetunionen (for 19. gang).
| A-VM 1979 | A-VM 1979       |
| --------- | --------------- |
| Guld      | Sovjetunionen   |
| Sølv      | Tjekkoslovakiet |
| Bronze    | Sverige         |
| 4.        | Canada          |
| 5.        | Finland         |
| 6.        | Vesttyskland    |
| 7.        | USA             |
| 8.        | Polen           |

| B-VM 1979 | B-VM 1979 |
| --------- | --------- |
| 9.        | Holland   |
| 10.       | DDR       |
| 11.       | Rumænien  |
| 12.       | Norge     |
| 13.       | Schweiz   |
| 14.       | Japan     |
| 15.       | Østrig    |
| 16.       | Danmark   |
| 17.       | Kina      |
|           | Ungarn    |

| C-VM 1979 | C-VM 1979      |
| --------- | -------------- |
| 19.       | Jugoslavien    |
| 20.       | Italien        |
| 21.       | Frankrig       |
| 22.       | Bulgarien      |
| 23.       | Storbritannien |
| 24.       | Spanien        |
| 25.       | Sydkorea       |
| 26.       | Australien     |

## A-VM
Afviklingsformatet for A-VM var blevet ændret i forhold til året før. De otte hold spillede først en indledende runde i to grupper med fire hold. De to gruppevindere og de to toere gik videre til mesterrunden om 1.- 4.pladsen, mens de resterende fire hold spillede videre i nedrykningsrunden om at undgå den ene nedrykningsplads. I mesterrunden og nedrykningsrunden spillede holdene to gange mod hinanden, mens der kun var én indbyrdes kamp i den indledende runde.

### Indledende runde
| Dato  | Kamp                         | Res. | Perioder      |
| ----- | ---------------------------- | ---- | ------------- |
| 14.4. | Sverige - Vesttyskland       | 7-3  | 2-1, 3-0, 2-2 |
| 14.4. | Sovjetunionen - Polen        | 7-0  | 2-0, 1-0, 4-0 |
| 15.4. | Sverige - Polen              | 6-5  | 2-1, 3-2, 1-2 |
| 15.4. | Sovjetunionen - Vesttyskland | 3-2  | 2-0, 1-2, 0-0 |
| 17.4. | Vesttyskland - Polen         | 3-3  | 1-0, 2-1, 0-2 |
| 17.4. | Sovjetunionen - Sverige      | 9-3  | 3-0, 3-1, 3-2 |

| Indledende runde | Kampe | Mål   | Point |
| ---------------- | ----- | ----- | ----- |
| Sovjetunionen    | 3     | 19-5  | 6     |
| Sverige          | 3     | 16-17 | 4     |
| Vesttyskland     | 3     | 8-13  | 1     |
| Polen            | 3     | 8-16  | 1     |

| Dato  | Kamp                      | Res. | Perioder      |
| ----- | ------------------------- | ---- | ------------- |
| 14.4. | Tjekkoslovakiet - Finland | 5-0  | 2-0, 1-0, 2-0 |
| 14.4. | Canada - USA              | 6-3  | 2-1, 2-2, 2-0 |
| 15.4. | Tjekkoslovakiet - USA     | 2-2  | 1-1, 1-1, 0-0 |
| 15.4. | Canada - Finland          | 5-4  | 1-1, 3-1, 1-2 |
| 17.4. | Finland - USA             | 1-1  | 1-0, 0-0, 0-1 |
| 17.4. | Tjekkoslovakiet - Canada  | 4-1  | 2-0, 1-0, 1-1 |

| Indledende runde | Kampe | Mål   | Point |
| ---------------- | ----- | ----- | ----- |
| Tjekkoslovakiet  | 3     | 11-3  | 5     |
| Canada           | 3     | 12-11 | 4     |
| USA              | 3     | 6-9   | 2     |
| Finland          | 3     | 5-11  | 1     |

Sovjetunionen, Sverige, Tjekkoslovakiet og Canada gik videre til mesterskabsrunden, mens Vesttyskland, Polen, USA og Finland spillede videre i nedrykningsrunden.

### Nedrykningsrunde
De to treere og de to firere fra grupperne i den indledende runde spillede en dobbeltturnering alle-mod-alle om placeringerne 5-8 og om at undgå at rykke ned i B-gruppen. De optjente point og målscoren fra indbyrdes opgør i den indledende runde blev overført til nedrykningsrunden.
| Dato  | Kamp                   | Res. | Perioder      |
| ----- | ---------------------- | ---- | ------------- |
| 18.4. | Finland - Vesttyskland | 5-2  | 2-1, 0-0, 3-1 |
| 18.4. | USA - Polen            | 5-5  | 2-4, 3-1, 0-0 |
| 20.4. | Finland - Polen        | 4-3  | 2-3, 2-0, 0-0 |
| 20.4. | USA - Vesttyskland     | 3-6  | 2-2, 0-3, 1-1 |
| 22.4. | Finland - USA          | 2-6  | 0-1, 2-3, 0-2 |
| 22.4. | Vesttyskland - Polen   | 8-1  | 1-0, 3-1, 4-0 |
| 24.4. | USA - Polen            | 5-1  | 2-1, 2-0, 1-0 |
| 24.4. | Finland - Vesttyskland | 7-3  | 1-2, 3-1, 3-0 |
| 26.4. | Finland - Polen        | 4-2  | 3-1, 0-1, 1-0 |
| 26.4. | USA - Vesttyskland     | 2-5  | 1-0, 1-2, 0-3 |

| Nedrykningsrunde | Nedrykningsrunde | Kampe | Mål   | Point |
| ---------------- | ---------------- | ----- | ----- | ----- |
| 5.               | Finland          | 6     | 23-17 | 9     |
| 6.               | Vesttyskland     | 6     | 27-21 | 7     |
| 7.               | USA              | 6     | 22-20 | 6     |
| 8.               | Polen            | 6     | 15-29 | 2     |

Resultaterne betød, at Polen efter kun et enkelt år i A-gruppen igen rykkede ned i B-gruppen til VM 1981. Op fra B-gruppen kom Holland.

### Mesterskabsrunde
De to gruppevindere og de to toere fra den indledende runde spillede en dobbeltturnering alle-mod-alle om verdensmesterskabet og placeringerne 1-4. De opnåede point og målscoren fra den indbyrdes kamp i den indledende runde blev overført til mesterskabsrunden.
| Dato  | Kamp                            | Res. | Perioder      |
| ----- | ------------------------------- | ---- | ------------- |
| 19.4. | Sovjetunionen - Canada          | 5-2  | 2-0, 1-1, 2-1 |
| 19.4. | Tjekkoslovakiet - Sverige       | 3-3  | 0-1, 1-2, 2-0 |
| 21.4. | Sverige - Canada                | 5-3  | 0-1, 4-2, 1-0 |
| 21.4. | Sovjetunionen - Tjekkoslovakiet | 11-1 | 4-0, 5-1, 2-0 |
| 23.4. | Sovjetunionen - Sverige         | 11-3 | 3-0, 5-2, 3-1 |
| 23.4. | Tjekkoslovakiet - Canada        | 10-6 | 4-3, 3-1, 3-2 |
| 25.4. | Sovjetunionen - Canada          | 9-2  | 4-0, 3-2, 2-0 |
| 25.4. | Tjekkoslovakiet - Sverige       | 7-3  | 2-3, 2-0, 2-0 |
| 27.4. | Sverige - Canada                | 3-6  | 1-2, 1-0, 1-4 |
| 27.4. | Sovjetunionen - Tjekkoslovakiet | 6-1  | 2-1, 2-0, 2-0 |

| Mesterskabsrunde | Mesterskabsrunde | Kampe | Mål   | Point |
| ---------------- | ---------------- | ----- | ----- | ----- |
| Guld             | Sovjetunionen    | 6     | 51-12 | 12    |
| Sølv             | Tjekkoslovakiet  | 6     | 25-30 | 7     |
| Bronze           | Sverige          | 6     | 20-38 | 3     |
| 4.               | Canada           | 6     | 20-36 | 2     |

### EM
Der blev uddelt EM-medaljer til de tre bedst placerede europæiske landshold ved VM.
| EM 1979 | EM 1979         |
| ------- | --------------- |
| Guld    | Sovjetunionen   |
| Sølv    | Tjekkoslovakiet |
| Bronze  | Sverige         |
| 4.      | Finland         |
| 5.      | Vesttyskland    |
| 6.      | Polen           |

## B-VM
B-verdensmesterskabet blev spillet i Galaţi i Rumænien, og turneringen skulle egentlig kun have haft deltagelse af otte hold, men politiske problemer med afviklingen af C-VM betød, at Danmark og Kina ekstraordinært blev oprykket til B-gruppen til dette VM, og dermed kom deltagerfeltet til at bestå af ti hold.
De ti hold spillede om én oprykningsplads til A-VM 1981 og om at undgå de fire nedrykningspladser til C-VM 1981. Holdene spillede først en indledende runde i to grupper med fem hold. De to gruppevindere og -toere gik videre til oprykningsrunden, hvor de spillede om den ene oprykningsplads. Holdene, der sluttede på sidstepladsen i de to grupper, rykkede direkte ned i C-gruppen, mens holdene, der endte på tredje- og fjerdepladserne i grupperne, spillede om placeringerne 5-8, hvoraf de to dårligste også betød nedrykning til C-gruppen.
B-VM blev sensationelt vundet af Holland, der var oprykkere fra C-gruppen og som dermed tog springet fra C- til A-gruppen på blot to år. Hollændernes metode med at opsøge canadiske ishockeyspillere af hollandsk afstamning og derefter give dem hollandsk statsborgerskab blev senere i stor stil kopieret af andre lande. Det hollandske hold havde også marginalerne på sin side: tre af kampene mod de hårdeste oprykningskonkurrenter blev vundet med et mål (6-5 over Japan, 3-2 over Rumænien og 4-3 over DDR).

### Gruppe A
| Dato  | Kamp               | Res. | Perioder      |
| ----- | ------------------ | ---- | ------------- |
| 16.3. | DDR - Ungarn       | 10-2 | 5-1, 3-1, 2-0 |
| 16.3. | Rumænien - Østrig  | 7-7  | 3-1, 1-3, 3-3 |
| 17.3. | Østrig - Ungarn    | 4-3  | 0-2, 0-1, 4-0 |
| 17.3. | DDR - Danmark      | 9-1  | 2-0, 5-1, 2-0 |
| 18.3. | Rumænien - Danmark | 4-1  | 1-0, 2-1, 1-0 |
| 19.3. | Rumænien - Ungarn  | 8-4  | 6-1, 1-3, 1-0 |
| 19.3. | DDR - Østrig       | 7-0  | 5-0, 2-0, 0-0 |
| 20.3. | Ungarn - Danmark   | 1-3  | 0-1, 1-0, 0-2 |
| 21.3. | Østrig - Danmark   | 4-3  | 2-1, 1-0, 1-2 |
| 21.3. | Rumænien - DDR     | 3-4  | 2-2, 0-2, 1-0 |

| Gruppe A | Kampe | Mål   | Point |
| -------- | ----- | ----- | ----- |
| DDR      | 4     | 30-6  | 8     |
| Rumænien | 4     | 22-16 | 5     |
| Østrig   | 4     | 15-20 | 5     |
| Danmark  | 4     | 8-18  | 2     |
| Ungarn   | 4     | 10-25 | 0     |

DDR og Rumænien gik dermed videre til oprykningsrunden om placeringerne 1-4, mens Østrig og Danmark gik videre til placeringsrunden om 5.- 8.pladsen. Ungarn rykkede direkte ned i C-gruppen.

### Gruppe B
| Dato  | Kamp              | Res. | Perioder      |
| ----- | ----------------- | ---- | ------------- |
| 16.3. | Norge - Schweiz   | 5-1  | 3-0, 1-1, 1-0 |
| 16.3. | Japan - Holland   | 5-6  | 2-2, 2-2, 1-2 |
| 17.3. | Norge - Holland   | 1-8  | 0-2, 1-2, 0-4 |
| 17.3. | Schweiz - Kina    | 6-4  | 3-1, 1-2, 2-1 |
| 18.3. | Japan - Kina      | 9-3  | 3-1, 4-1, 2-1 |
| 19.3. | Japan - Norge     | 3-4  | 1-0, 2-3, 0-1 |
| 19.3. | Schweiz - Holland | 2-5  | 0-1, 1-1, 1-3 |
| 20.3. | Norge - Kina      | 6-1  | 1-1, 0-0, 5-0 |
| 21.3. | Holland - Kina    | 10-0 | 0-0, 3-0, 7-0 |
| 21.3. | Japan - Schweiz   | 3-4  | 1-0, 1-4, 1-0 |

| Gruppe B | Kampe | Mål   | Point |
| -------- | ----- | ----- | ----- |
| Holland  | 4     | 29-8  | 8     |
| Norge    | 4     | 16-13 | 6     |
| Schweiz  | 4     | 13-17 | 4     |
| Japan    | 4     | 20-17 | 2     |
| Kina     | 4     | 8-31  | 0     |

Resultaterne betød, at Holland og Norge gik videre til oprykningsrunden om placeringerne 1-4, mens Schweiz og Japan gik videre til placeringsrunden om 5.- 8.pladsen. Kina rykkede direkte ned i C-gruppen.

### Placeringsrunde (5.- 8.pladsen)
I placeringsrunden spillede de hold, der i den indledende runde endte på tredje- og fjerdepladserne, om 5.- 8.pladsen. De hold, der sluttede som nr. 7 og 8 rykkede ned i C-gruppen. Resultaterne fra kampe mellem hold fra sammen indledende gruppe blev overført til placeringsrunden.
| Dato  | Kamp              | Res. | Perioder      |
| ----- | ----------------- | ---- | ------------- |
| 23.3. | Schweiz - Danmark | 3-1  | 0-1, 1-0, 2-0 |
| 23.3. | Japan - Østrig    | 3-2  | 1-1, 1-1, 1-0 |
| 24.3. | Japan - Danmark   | 11-4 | 5-2, 6-0, 0-2 |
| 24.3. | Schweiz - Østrig  | 7-2  | 1-2, 4-0, 2-0 |

| Placeringsrunde | Placeringsrunde | Kampe | Mål   | Point |
| --------------- | --------------- | ----- | ----- | ----- |
| 5.              | Schweiz         | 3     | 14-6  | 6     |
| 6.              | Japan           | 3     | 17-10 | 4     |
| 7.              | Østrig          | 3     | 8-13  | 2     |
| 8.              | Danmark         | 3     | 8-18  | 0     |

Dermed rykkede Østrig og Danmark ned i C-gruppen sammen med Ungarn og Kina, der endte på sidstepladserne i de indledende grupper. De fire hold blev erstattet af de to oprykkede fra C-gruppen, Jugoslavien og Italien. Dermed blev B-gruppen igen skåret ned fra 10 til 8 hold.

### Oprykningsrunde
I oprykningsrunden spillede de fire hold, der i den indledende runde endte på første- og andenpladserne i sine grupper, om 1.- 4.pladsen. Vinderen rykkede op i A-gruppen. Resultaterne fra kampe mellem hold fra sammen indledende gruppe blev overført til placeringsrunden.
| Dato  | Kamp               | Res. | Perioder      |
| ----- | ------------------ | ---- | ------------- |
| 23.3. | DDR - Norge        | 9-2  | 2-1, 2-1, 5-0 |
| 23.3. | Rumænien - Holland | 2-3  | 1-0, 1-3, 0-0 |
| 24.3. | DDR - Holland      | 3-4  | 2-0, 1-1, 0-3 |
| 24.3. | Rumænien - Norge   | 3-2  | 1-0, 1-1, 1-1 |

| Oprykningsrunde | Oprykningsrunde | Kampe | Mål  | Point |
| --------------- | --------------- | ----- | ---- | ----- |
| 1.              | Holland         | 3     | 15-6 | 6     |
| 2.              | DDR             | 3     | 16-9 | 4     |
| 3.              | Rumænien        | 3     | 8-9  | 2     |
| 4.              | Norge           | 3     | 5-20 | 0     |

Resultaterne betød, at Holland rykkede op i A-gruppen for første gang siden 1950. Hollændernes anden oprykning i træk sikrede dem en plads ved A-VM i 1981. I B-gruppen blev Holland erstattet af Polen, som rykkede ned fra A-VM.

## C-VM
C-verdensmesterskabet blev spillet i Barcelona i Spanien. De otte hold spillede om to oprykningspladser til B-VM 1981. Egentlig var Kina blevet udpeget som værtsland for C-VM, men de kinesiske myndigheder nægtede at udstede indrejsevisum til spillerne fra Sydkorea, der skulle VM-debutere ved dette C-VM. Kineserne blev derfor frataget retten til at afholde C-VM, og i stedet overtog Spanien med kort frist ansvaret for turneringen for andet år i træk.
For at forhindre yderligere kontroverser i en evt. kamp ved mellem Kina og Sydkorea, besluttede IIHF endvidere at Danmark og Kina (nr. 3 og 4 ved C-VM 1978) ekstraordinært blev oprykket til B-gruppen. Dermed kom C-gruppen til at bestå af 8 nationer.
| Dato  | Kamp                        | Res. | Perioder       |
| ----- | --------------------------- | ---- | -------------- |
| 16.3. | Spanien - Sydkorea          | 7-1  | 2-1, 1-0, 4-0  |
| 16.3. | Bulgarien - Frankrig        | 0-3  | 0-1, 0-0, 0-2  |
| 16.3. | Italien - Storbritannien    | 12-0 | 3-0, 4-0, 5-0  |
| 16.3. | Jugoslavien - Australien    | 10-0 | 1-0, 6-0, 3-0  |
| 17.3. | Italien - Australien        | 12-4 | 3-1, 6-0, 3-3  |
| 17.3. | Jugoslavien - Frankrig      | 7-5  | 2-1, 4-2, 1-2  |
| 18.3. | Storbritannien - Sydkorea   | 6-9  | 2-2, 3-4, 1-3  |
| 18.3. | Spanien - Bulgarien         | 4-5  | 1-0, 1-3, 2-2  |
| 19.3. | Frankrig - Australien       | 9-3  | 3-1, 2-1, 4-1  |
| 19.3. | Bulgarien - Storbritannien  | 4-2  | 2-1, 1-0, 1-1  |
| 19.3. | Jugoslavien - Sydkorea      | 18-0 | 10-0, 5-0, 3-0 |
| 19.3. | Spanien - Italien           | 1-10 | 0-3, 1-4, 0-3  |
| 20.3. | Storbritannien - Australien | 5-3  | 3-0, 1-3, 1-0  |
| 20.3. | Italien - Sydkorea          | 11-0 | 2-0, 4-0, 5-0  |

| Dato  | Kamp                         | Res. | Perioder       |
| ----- | ---------------------------- | ---- | -------------- |
| 21.3. | Jugoslavien - Bulgarien      | 7-1  | 4-0, 1-0, 2-1  |
| 21.3. | Spanien - Frankrig           | 2-8  | 0-5, 1-2, 1-1  |
| 22.3. | Australien - Sydkorea        | 0-0  | 0-0, 0-0, 0-0  |
| 22.3. | Italien - Bulgarien          | 8-4  | 2-2, 2-1, 4-1  |
| 22.3. | Frankrig - Storbritannien    | 15-3 | 4-0, 9-0, 3-2  |
| 22.3. | Spanien - Jugoslavien        | 1-16 | 0-10, 1-0, 0-6 |
| 24.3. | Spanien - Storbritannien     | 4-6  | 3-0, 0-3, 1-3  |
| 24.3. | Jugoslavien - Italien        | 4-2  | 0-0, 3-1, 1-1  |
| 24.3. | Frankrig - Sydkorea          | 15-3 | 4-0, 6-1, 5-2  |
| 24.3. | Bulgarien - Australien       | 11-1 | 2-1, 5-0, 4-0  |
| 25.3. | Jugoslavien - Storbritannien | 21-1 | 6-0, 9-0, 6-1  |
| 25.3. | Italien - Frankrig           | 9-4  | 3-0, 4-1, 2-3  |
| 25.3. | Bulgarien - Sydkorea         | 10-3 | 4-1, 3-0, 3-2  |
| 25.3. | Spanien - Australien         | 6-2  | 2-1, 2-1, 2-0  |

| C-VM 1979 | C-VM 1979      | Kampe | Vund. | Uafgj. | Tabte | Mål   | Point |
| --------- | -------------- | ----- | ----- | ------ | ----- | ----- | ----- |
| 1.        | Jugoslavien    | 7     | 7     | 0      | 0     | 83-10 | 14    |
| 2.        | Italien        | 7     | 6     | 0      | 1     | 64-17 | 12    |
| 3.        | Frankrig       | 7     | 5     | 0      | 2     | 59-27 | 10    |
| 4.        | Bulgarien      | 7     | 4     | 0      | 3     | 35-28 | 8     |
| 5.        | Storbritannien | 7     | 2     | 0      | 5     | 23-68 | 4     |
| 6.        | Spanien        | 7     | 2     | 0      | 5     | 25-48 | 4     |
| 7.        | Sydkorea       | 7     | 1     | 1      | 5     | 16-67 | 3     |
| 8.        | Australien     | 7     | 0     | 1      | 6     | 13-53 | 1     |
Resultaterne betød, at Jugoslavien og Italien rykkede op i B-gruppen. På grund af reduktionen af B-gruppen fra 10 til 8 hold, rykkede fire hold fra B-gruppen ned i C-gruppen: Østrig, Danmark, Kina og Ungarn.